# Marval
 Marval  (en occitano Marvau) es una población y comuna francesa, situada en la región de Lemosín, departamento de Alto Vienne, en el distrito de Rochechouart y cantón de Saint-Mathieu.

## Demografía
| 1056 | 914 | 783 | 683 | 556 | 553 | 579 |
| Para los censos de 1962 a 1999 la población legal corresponde a la población sin duplicidades (Fuente: INSEE [Consultar]) |     |     |     |     |     |     |